# Коплимяэ, Андрус
Андрус Коплимяэ (эст. Andrus Koplimäe; 23 августа 1973, Курессааре) — эстонский футболист, полузащитник.

## Биография
До 30-летнего возраста не играл на высоком уровне, выступая за клубы низших дивизионов Эстонии «Сааремаа Лаэвакомпании», «Сёрве» и другие. В 2003 году провёл успешный сезон в третьем дивизионе за «Сёрве», забив 10 голов в 25 матчах, и был переведён в основную команду острова Сааремаа — «Курессааре». Сыграл дебютный матч в высшей лиге Эстонии 18 октября 2003 года против «Левадии». Первый гол на высшем уровне забил 21 сентября 2005 года в ворота ТФМК, а 16 октября 2005 года в игре с таллинским «Динамо» сделал хет-трик. Продолжал выступать за «Курессааре» до конца 2008 года, клуб за это время несколько раз перемещался между высшей и первой лигами. Всего сыграл за «Курессааре» 143 матча и забил 19 голов в чемпионатах Эстонии, из них 63 матча и 5 голов — в высшей лиге. В последние годы карьеры снова играл за любительские клубы в низших лигах.
Выступал за сборную острова Сааремаа, участник Островных игр 1999 года.